# Ceanothus papillosus
Ceanothus papillosus es una planta  del género Ceanothus. Es endémica de California, donde crece en hábitats abiertos, como bosques y chaparrales, en las laderas de las cadenas montañosas costeras.

## Descripción
Las hojas son perennes y alternas, de forma oblonga y cubierta de protuberancias glandulares. Los márgenes on revolutos y están revestidos con pelillos glandulares. La inflorescencia es un racimo de flores de color azul brillante. El fruto es una cápsula rugosa de unos 3 milímetros de largo.

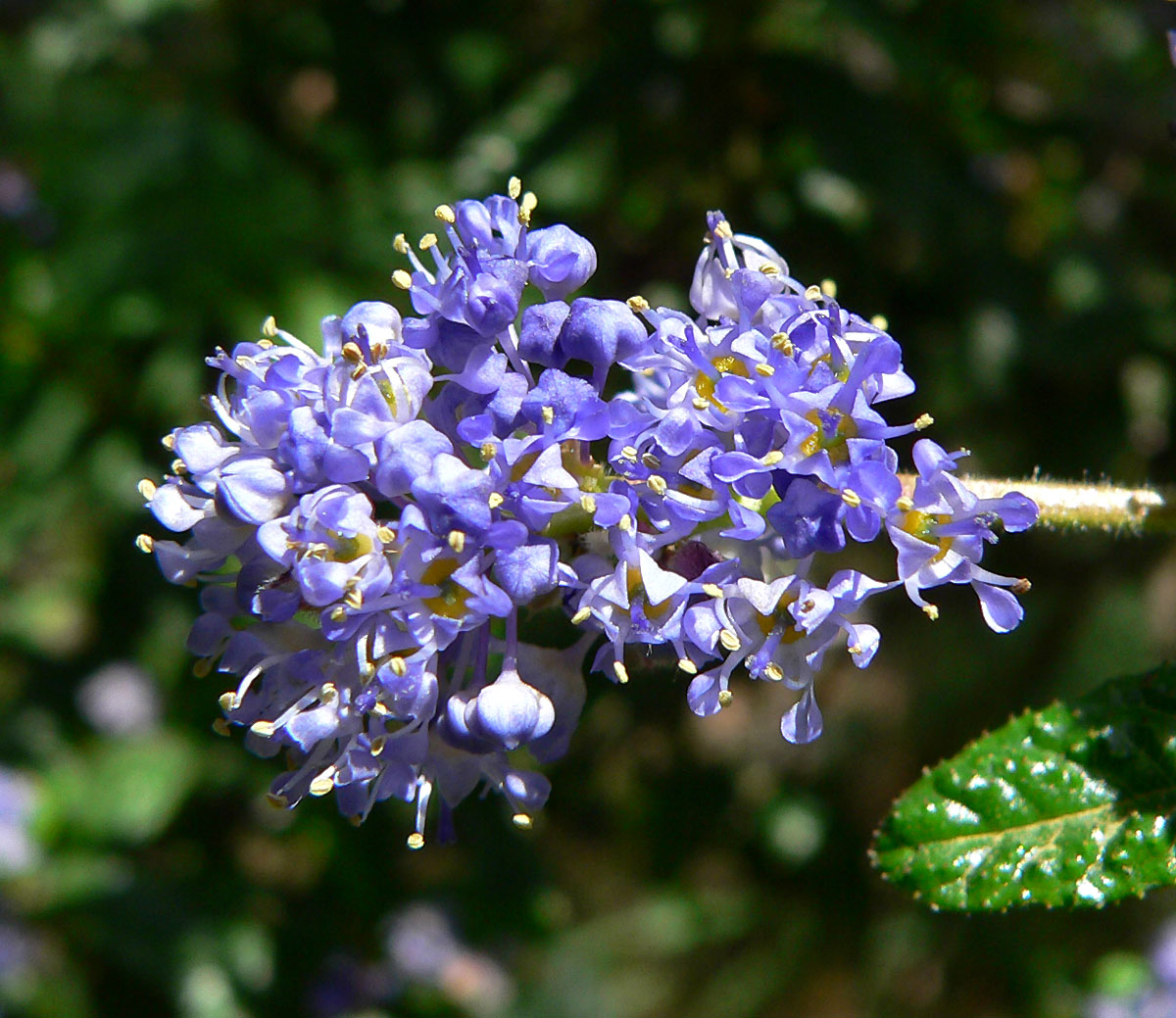
Flores
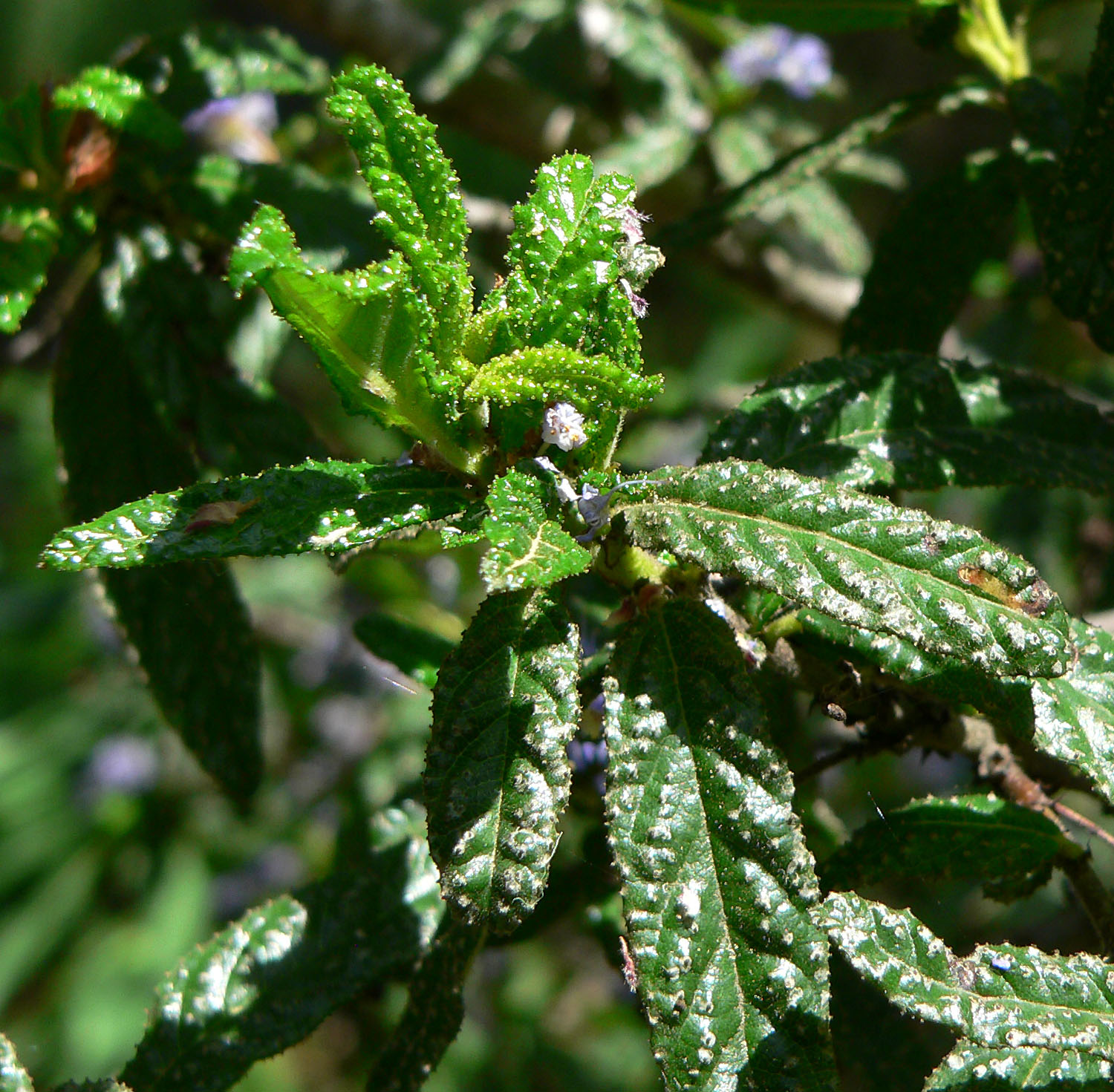
Hojas